# Airbus Mobile
L'Airbus U.S. Manufacturing Facility, sovint coneguda simplement com a Airbus Mobile, és una instal·lació de muntatge d'Airbus Commercial Aircraft situada al Mobile Aeroplex at Brookley, a la ciutat estatunidenca de Mobile (Alabama). És un dels centres clau de muntatge i lliurament d'avions comercials d'Airbus als Estats Units, així com un dels principals ocupadors de l'estat. El 2022 donava feina a 2.200 treballadors. És un dels quatre centres de muntatge final i lliurament de la família Airbus A320 i un dels dos de l'Airbus A220.